# Boštjan Cesar
Boštjan Cesar (Ljubljana, Jugoszlávia, 1982. július 9. –) szlovén labdarúgó, az olasz Chievo hátvédje.
A szlovén válogatott tagjaként részt vett a 2010-es labdarúgó-világbajnokságon.

## Sikerei, díjai
Dinamo Zagreb
- Horvát bajnokság (Prva HNL)
  - bajnok: 2002–03[1]
  - 2. (2): 2000–01, 2003–04[1]
- Horvát kupa
  - győztes (2): 2002, 2004[1]
- Horvát szuperkupa
  - győztes (2): 2002, 2003

 Olympique de Marseille
- Francia bajnokság (Ligue 1)
  - 2.: 2006–07
- Francia kupa (Coupe de France)
  - döntős (2): 2006, 2007[1]

 West Bromwich Albion
- Angol bajnokság – másodosztály (EFL Championship)
  - bajnok: 2007–08[1]